# Maison Mingat
La maison Mingat est une maison du XVe siècle conçue originellement à pans de bois et située à Chalamont, dans l'Ain, en France.

## Description
La maison est inscrite partiellement (façade) au titre des monuments historiques en 1927 ; elle est alors occupée par le capitaine Mingat, et est située rue de l'Hôpital qui deviendra rue des Halles. La maison donne également sur la rue Bellecour. Son emplacement correspond à la parcelle 211 du cadastre. En 1971, l'occupant de la maison était Joseph Levrat.

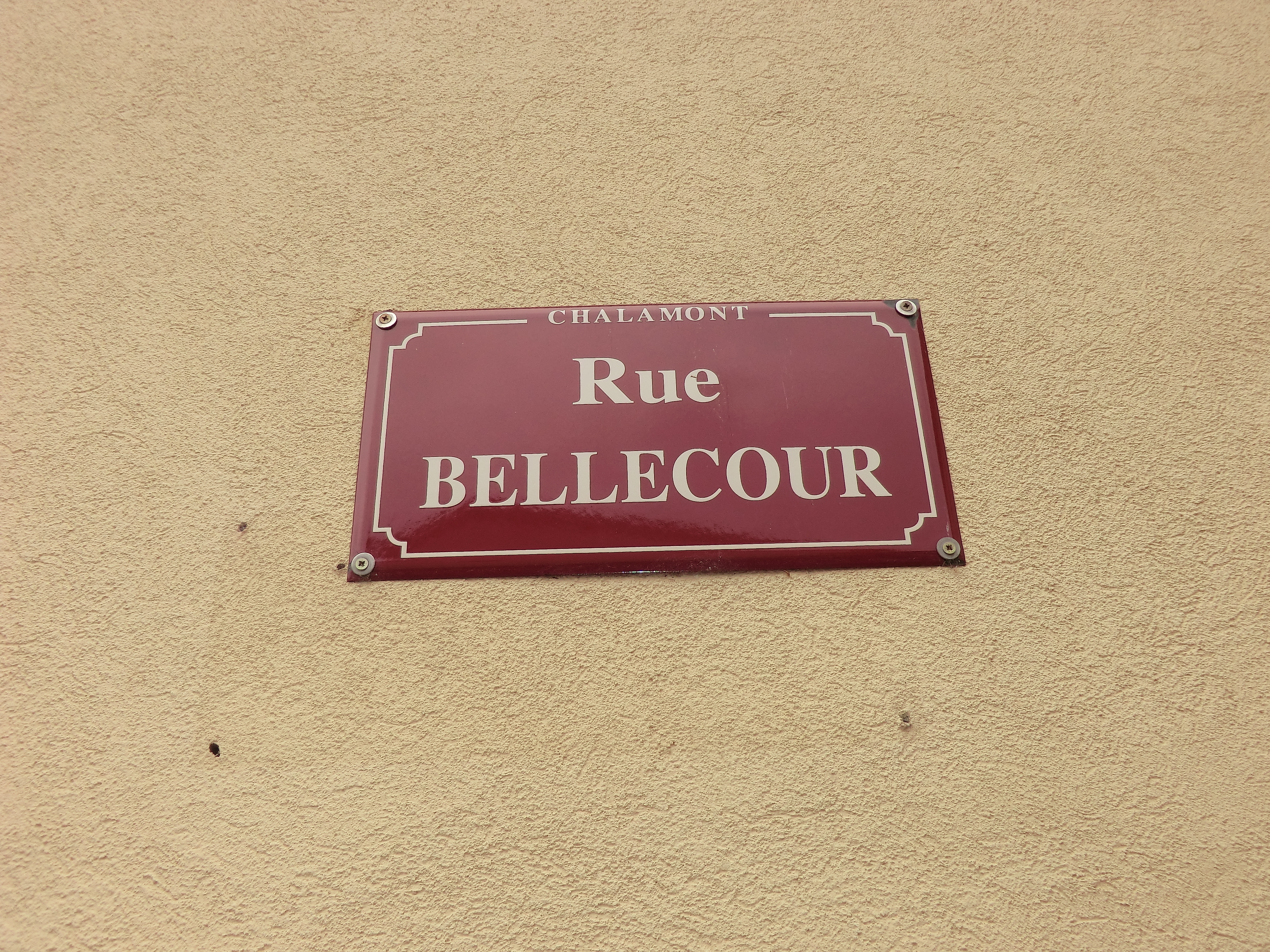
Panneau de la rue Bellecour.
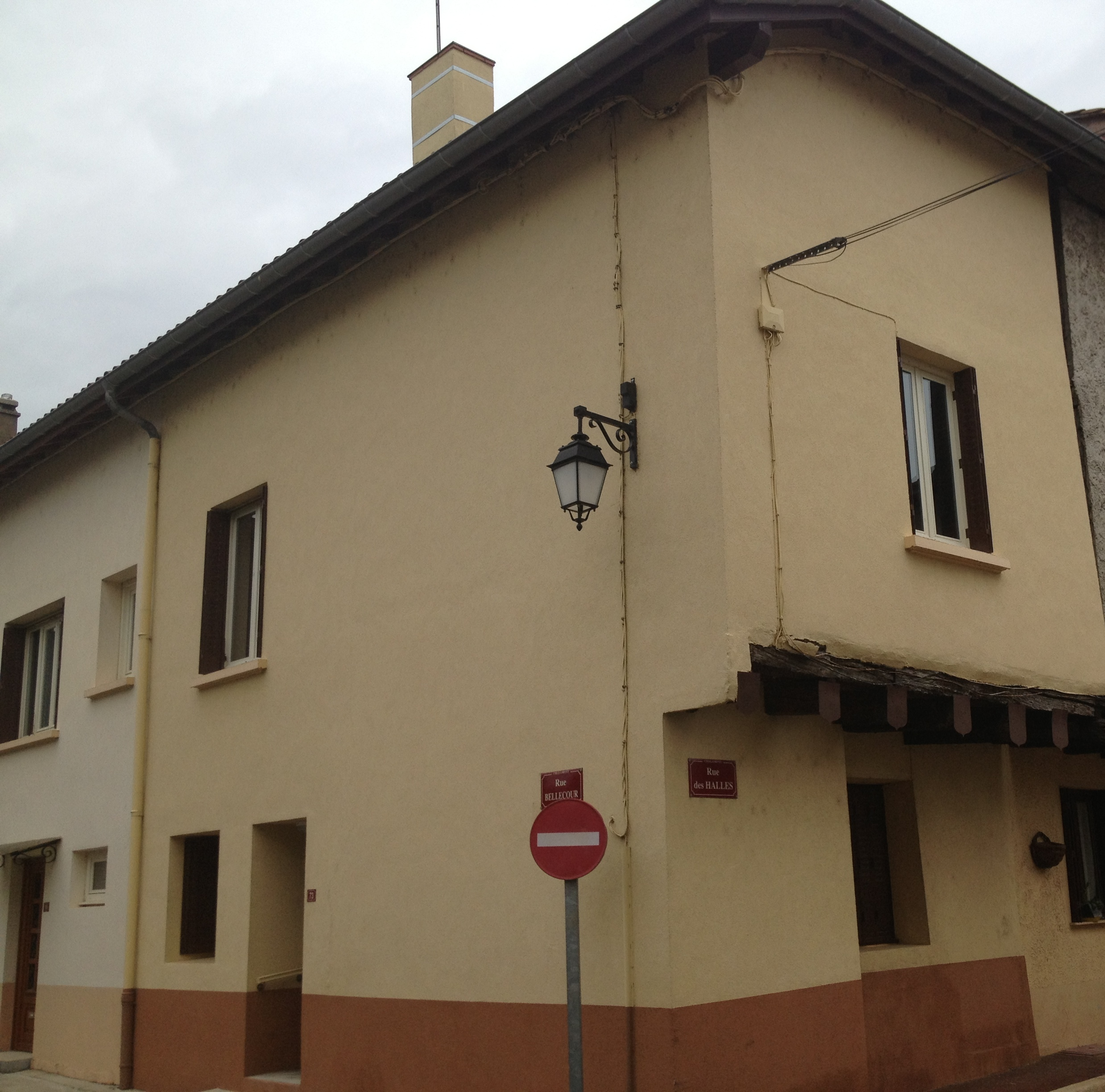
Autre vue de la maison.